# USS Mero (SS-378)
Za druga plovila z istim imenom glejte USS Mero.
USS Mero (SS-378) je bila jurišna podmornica razreda balao v sestavi Vojne mornarice Združenih držav Amerike.
20. aprila 1960 so podmornico predali Turčiji, kjer so jo preimenovali v TCG Hızırreis (S 344); dokončno so jo odkupili 1. avgusta 1973.